# アジア・アメリカ・イニシアティヴ
アジア・アメリカ・イニシアティヴ（Asia America Initiative、AAI）は、アメリカ合衆国ワシントンD.C.に本部を置く非営利組織（NPO）であり、2002年にアルバート・サントリによって創設された。サントリは米国NPO指令組織である米国外交政策議会、AFPC）において副議長を務めるだけでなく、アジア・アメリカ・イニシアティヴの全形となるアジア・パシフィック・イニシアティヴ （the Asia-Pacific Initiative）においてアジア各国への国際支援活動を精力的に行った。2004年、アジア・アメリカ・イニシアティヴは公式に独立NPOとして発足しフィリピン、スル州を拠点に人権保護、教育、医療提供、紛争解決などの課題に国際規模で取り組む一方、多数の国際フォーラムを主催するなど国際舞台の第一線で活動を続けている。

## 使命
アジア・アメリカ・イニシアティヴが目指す未来は、テロ活動によって常に危機的状況にある地域に住む人々への人権保護と人道的支援を徹底することである。平和を確立するためには紛争地域における人権保護、民主主義社会の確立、そして生計手段の向上が重要な鍵を握っている。アジア・アメリカ・イニシアティヴはテロリズムと第一線で戦うとともに、紛争地域の子供達に未来への希望を与え、平和を追求することを自らの使命としている。
| 「                    | 紛争地域における人権保護と国際保障の強化は分離不可能な関係にあります。 国際テロリズムに対する戦略とは武器を用いてテロリストを根絶させることではなく、人と人との絆を深め、互いを理解しあい、危機的状況にさらされている人々の人権保護することなのです。 私は紛争地域に暮らす子供たちと約束があります。彼らに衛生的な水を提供すること、毎日学校で勉強できること、そしてテロリスト活動に怯えることなく暮らせる社会を作ること。 それらの約束を果たすまで、私はこの使命を続ける義務があるのです。 | 」 |
| —アルバート・サントリ | |    |

## 設立の歴史
アジア・アメリカ・イニシアティヴは2002年にアルバートサントリによって設立された。2001年アメリカ同時多発テロ事件を機にサントリはアメリカ合衆国議員国際政策顧問を辞任。多国における異文化・異教間の対立の解決を目指し、非営利組織（NPO）アジア・アメリカ・イニシアティヴを設立した。サントリは武力衝突地帯での人道支援における経験や研究を用いて、地域の人々の軍隊への過信用やテロ組織への介入を阻止する為の活動を行っている。

## プログラム

### スールー州平和支援プログラム
2002年、アジア・アメリカ・イニシアティヴはフィリピンスールー州、イスラム教徒ミンダナオ自治地域における平和支援プログラムを開始した。イスラム教徒とキリスト教徒の宗教対立が激化するこの危険地域では他のNPOや国連による支援がほとんど行われておらず、子供達は常に生命の危機にさらされている。スールー州平和プログラムはテロ多発地域において、持続可能な平和社会を確立するために、医療提供、教育普及、生計手段の向上を目指し地元住民と協力しながら草の根活動を続けている。
スールー州平和支援プログラムは2004年までに、深刻な貧困が続くイスラム教徒ミンダナオ自治地域における医療、教育支援として$3,000,000もの支援金を提供し、フィリピン大統領グロリア・マカレイグ・マカパガル＝アロヨから感謝状を受け取った。

### アダプト・クラスルーム・プログラム
アダプト・クラスルーム・プロジェクトはアジア・アメリカ・イニシアティヴとムスリム女性連合との共同プログラムであり、フィリピンホロ島において25,000人以上の子供たちへの教育支援を行っている。本プロジェクトの特徴は世界中の誰もが資金や文房具を提供することで“教室作り（アダプト・クラスルーム）”に参加出来る点である。
現在募集中の文具は以下の通りである。
- 鉛筆
- ノート、紙
- 消しゴム
- プラスティック製道具箱
- カラーペン
- チョーク
- クレヨン
- 絵の具
- 色鉛筆
- 単語カード
- シール、ステッカー
- ポスター（教育的なもの）
- 書籍、絵本（小学生向け）
- 数学、科学、英語の教科書（高校生向け）
- おもちゃ、ブロック（保育園生向け）
- 実験器具（ゴーグル、顕微鏡等）
- 子供向けの薬（ビタミン剤、バンドエイド、鎮痛剤等）
- Tシャツ、帽子（熱帯気候のフィリピンに適した服など）
- 子供たちへの手紙、写真、ビデオ（それらを通じ世界の国の文化、生活を子供たちが学ぶことを目的とします。）

### 人道支援と人権保護プログラム
近年多発しつづけるアジア・太平洋地域の危機に対し、アジア・アメリカ・イニシアティヴは他の国際NPO、NGOと協力し人道支援活動を行っている。具体的には、カンボジアにおけるHIV / AIDS患者への医療提供、タイにおけるビルマ人孤児への食糧・シェルター・教育の提供、そして2005年に発生したパキスタン地震被害者への救済活動などがある。
他方、アジア・アメリカ・イニシアティヴは人権侵害と戦う活動家や“政治犯”“思想犯”の解放運動を精力的に支援してきた。
アジア・アメリカ・イニシアティヴの主な活躍
- 民主主義、平和、人権保護を訴え続けたベトナムの活動家ヌグヤン・ダン・クー（Nguyen Dan Que） をノーベル平和賞へノミネート
- 前中国共産党総書記、江沢民に対し、民主的活動家ヤン・ジャンリー[6]の解放を訴える書状を提出
- “政治犯”として中国政府により拘束されたチベット人活動家ンガワン・サンドル（Ngawang Sangdrol）との対談

### 外交政策会議
アジア・アメリカ・イニシアティヴはこれまでアジア太平洋諸国に関する様々な外交政策に助言を与えてきた。2005年7月、代表アルバート・サントリは米中公聴委員会を実施し、経済成長を続ける中国が世界に与えうる環境問題やエナジー問題などの国際的影響を考査した。
その他、アジア・アメリカ・イニシアティヴはネパールにおける毛沢東主義者による暴動や北朝鮮の内部問題などに対し様々な専門家と共に政治的・外交的・国際的アプローチを行っている。

### 活動に加わるためには
アジア・アメリカ・イニシアティヴは政府から一切の資金提供を受けていない。それは国が介入して行われる平和活動ではなく、人と人との繋がりと個々人の力こそが平和をもたらすという強い信念に基づいている。アジア・アメリカ・イニシアティヴへの募金は公式ホームページから可能であり、募金したいプログラムを選択することができる。